# Mammillaria solisioides
Mammillaria solisioides (укр. Мамілярія солісієвидна, мамілярія солісіоїдес) — сукулентна рослина з роду мамілярія (Mammillaria) родини кактусових (Cactaceae).

## Історія

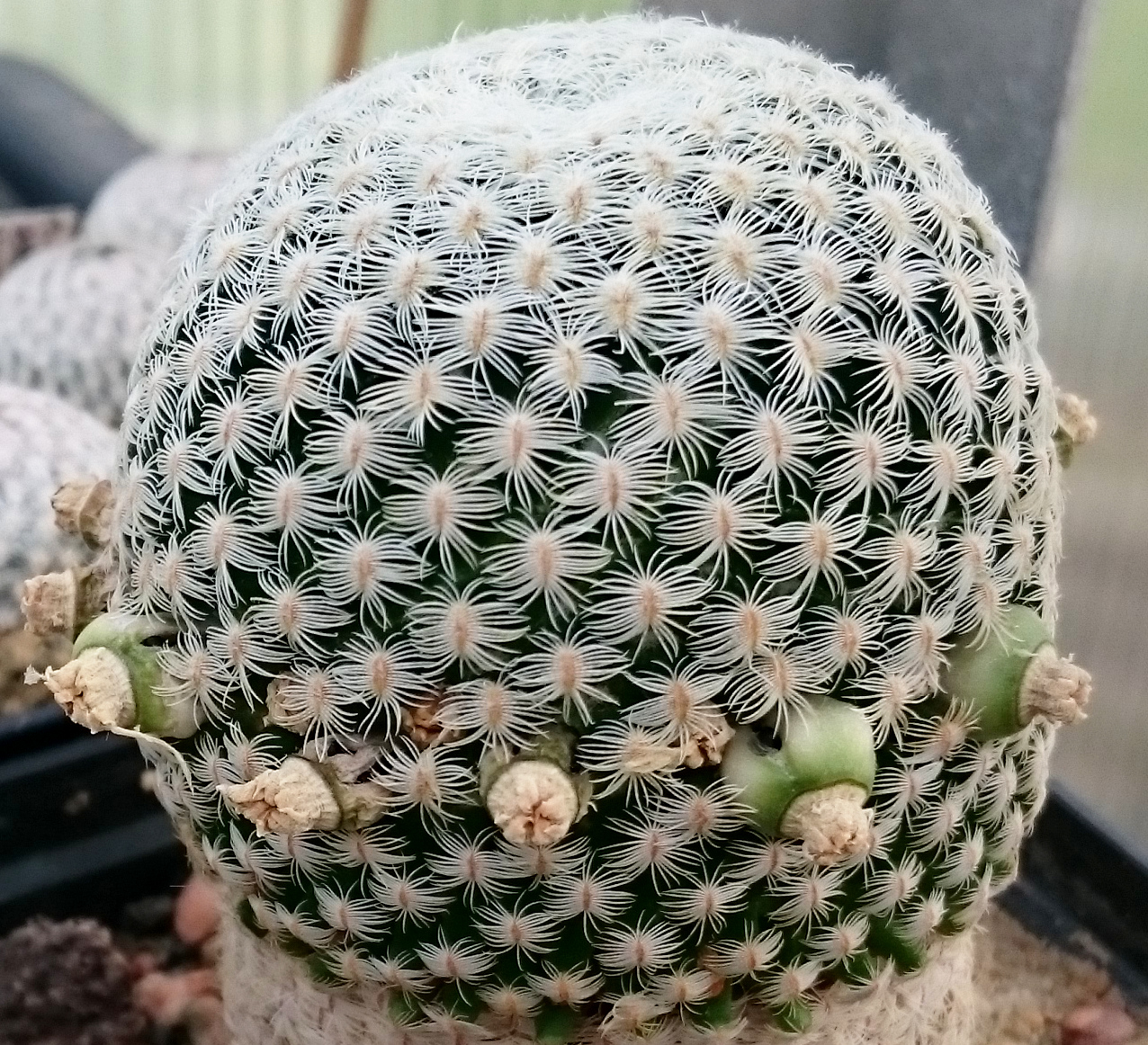
Mammillaria solisioides з плодами

Вид вперше описаний німецьким ботаніком Куртом Бакебергом (нім. Curt Backeberg, 1894—1966) у 1952 році у виданні нім. «Cactus (Paris)».

## Ареал і екологія
Mammillaria solisioides є ендемічною рослиною Мексики. Ареал розташований у штатах Оахака і Пуебла. Рослини зростають на висоті від 1300 до 1400 метрів над рівнем моря. Мешкають під кущами і іншою рослинністю на лужних ґрунтах. Клімат напівсухий, жаркий, з літніми дощами і невеликими коливаннями температури.

## Чисельність, охоронний статус та заходи по збереженню
Охороняється Конвенцією про міжнародну торгівлю видами дикої фауни і флори, що перебувають під загрозою зникнення (CITES).

## Морфологічний опис
| Орган              | Опис |
| Рослини            | Рослини зазвичай поодинокі, іноді формують маленькі групи.                                                                               |
| Коріння            | |
| Стебло             | кулясте до здавлено-циліндричного, 2-4 см заввишки і в діаметрі.                                                                         |
| Епідерміс          | |
| Маміли             | короткі, конічні, без молочного соку. |
| Ареоли             | |
| Аксили             | голі. |
| Центральні колючки | немає. |
| Радіальні колючки  | у кількості 25 шт., м'які, гнучкі, меловідно- або брудно-білі, гребенчато розташовані, притиснуті до поверхні стебла, до 5 мм завдовжки. |
| Квіти              | жовті до жовтувато-білих, до 14 мм завдовжки.                                                                                            |
| Бутони             | |
| Зовнішні пелюстки  | |
| Внутрішні пелюстки | |
| Тичинки            | |
| Маточка            | |
| Плоди              | зеленуваті, на половину розташовані всередині рослини, ледве виступаючі вище колючок.                                                    |
| Насіння            | велике, чорне. |

## Систематика
Близьким видом до Mammillaria solisioides є Mammillaria pectinifera і у 1980 році мексиканський ботанік Ернандо Санчес-Межорада (ісп. Sánchez-Mejorada, 1926—1988) відніс останній до різновидів першого, але це тривало недовго і не стало загальновизнаним і невдовзі Девід Річард Гант розділив ці два види.

## Утримання в культурі
Преставники цього виду зростають повільно і не переносить переливу. Потребують максимальної інсоляції.